# Gran Premio de Alemania de Motociclismo de 1980
El Gran Premio de Alemania de Motociclismo de 1980 fue la décima prueba de la temporada 1980 del Campeonato Mundial de Motociclismo. El Gran Premio se disputó los días 24 de agosto de 1980 en el Circuito de Nurburgring. Se llegaba a esta última prueba de la temporada con aún tres categorías todavía por decidir su campeón, que cayeron en manos de Kenny Roberts (500cc), Jon Ekerold (350cc) y Eugenio Lazzarini (50cc).

## Resultados 500cc
En 500,c.c., el título se resolvió para el estadounidense Kenny Roberts que tuvo suficiente por entrar por delante de su rival en el título: Randy Mamola. La victoria del Gran Premio fue para el italiano Marco Lucchinelli, el primer éxito de su palmarés, seguido de Graeme Crosby y Wil Hartog, todos con Suzuki.
| Pos.     | Piloto              | Equipo     | Tiempo     | Pts. |
| -------- | ------------------- | ---------- | ---------- | ---- |
| 1        | Marco Lucchinelli   | Suzuki     | 50'38"13   | 15   |
| 2        | Graeme Crosby       | Suzuki     | 50'58"04   | 12   |
| 3        | Wil Hartog          | Suzuki     | 51'02"00   | 10   |
| 4        | Kenny Roberts       | Yamaha     | 51'26"23   | 8    |
| 5        | Randy Mamola        | Suzuki     | 51'28"06   | 6    |
| 6        | Johnny Cecotto      | Yamaha     | 51'30"03   | 5    |
| 7        | Franco Uncini       | Suzuki     | 51'52"07   | 4    |
| 8        | Jack Middelburg     | Yamaha     | 52'13"94   | 3    |
| 9        | Carlo Perugini      | Suzuki     | 51'16"93   | 2    |
| 10       | Gustav Reiner       | Suzuki     | 52'18"69   | 1    |
| 11       | Kork Ballington     | Kawasaki   | 52'43"77   |      |
| 12       | Takazumi Katayama   | Honda      | 52'45"60   |      |
| 13       | Maurizio Massimiani | Yamaha     | 53'37"76   |      |
| 14       | Stuart Avant        | Suzuki     | 53'38"05   |      |
| 15       | Sadao Asami         | Yamaha     | 53'52"98   |      |
| 16       | Dale Singleton      | Yamaha     | 53'55"38   |      |
| 17       | Steve Parrish       | Suzuki     | 54'00"42   |      |
| 18       | Werner Nenning      | Suzuki     | 54'14"15   |      |
| 19       | Josef Hage          | Suzuki     | 54'45"93   |      |
| 20       | Peter Ammann        | Suzuki     | 55'18"75   |      |
| 21       | Giovanni Pelletier  | Morbidelli | + 1 Vuelta |      |
| 22       | Wolfgang von Muralt | Yamaha     | + 1 Vuelta |      |
| 23       | Graziano Rossi      | Suzuki     | + 1 Vuelta |      |
| 24       | Jürgen Steiner      | Suzuki     | + 1 Vuelta |      |
| 25       | Max Wiener          | Suzuki     | + 1 Vuelta |      |
| 26       | Michael Schmid      | Suzuki     | + 1 Vuelta |      |
| 27       | Alois Tost          | Yamaha     | + 1 Vuelta |      |
| 28       | Bruno Kölble        | Yamaha     | + 1 Vuelta |      |
| 29       | Rolf Schneider      | Yamaha     | + 1 Vuelta |      |
| Ret      | Michel Frutschi     | Yamaha     | Ret        |      |
| Ret      | Gregg Hansford      | Kawasaki   | Ret        |      |
| Ret      | Boet van Dulmen     | Yamaha     | Ret        |      |
| Ret      | Philippe Coulon     | Suzuki     | Ret        |      |
| Ret      | Jeffrey Sayle       | Yamaha     | Ret        |      |
| Ret      | Willem Zoet         | Suzuki     | Ret        |      |
| Ret      | Klaus Klein         | Suzuki     | Ret        |      |
| Ret      | Sergio Pellandini   | Suzuki     | Ret        |      |
| Ret      | Elmar Renner        | Suzuki     | Ret        |      |
| Ret      | Virginio Ferrari    | Cagiva     | Ret        |      |
| Ret      | Carlo Prati         | Suzuki     | Ret        |      |
| Ret      | Franck Gross        | Suzuki     | Ret        |      |
| Ret      | Clemens Driesch     | Suzuki     | Ret        |      |
| Ret      | Fritz Reitmaier     | Suzuki     | Ret        |      |
| DNQ      | Günter Riehl        | Yamato     | DNQ        |      |
| DNQ      | Timo Pohjola        | Suzuki     | DNQ        |      |
| Sources: |                     |            |            |      |

## Resultados 350cc
El sudafricano Jon Ekerold y el alemán Anton Mang llegaron a este Gran Premio empatados a puntos. Después de un largo duelo, se impuso Ekerold sobre el teutón, llevándose así el título mundial de la categoría. El tercer puesto del podio fue para el venezolano Johnny Cecotto.
| Pos. | Piloto                 | Moto             | Tiempo   | Pts. |
| ---- | ---------------------- | ---------------- | -------- | ---- |
| 1    | Jon Ekerold            | Bimota-Yamaha    | 51'15"09 | 15   |
| 2    | Anton Mang             | Krauser-Kawasaki | +1"25    | 12   |
| 3    | Johnny Cecotto         | Bimota-Yamaha    | +1'32"72 | 10   |
| 4    | Jean-François Baldé    | Kawasaki         | +1'32"79 | 8    |
| 5    | Gregg Hansford         | Kawasaki         | +1'33"38 | 6    |
| 6    | Jacques Cornu          | Yamaha           | +1'54"04 | 5    |
| 7    | Jeffrey Sayle          | Yamaha           | +1'55"01 | 4    |
| 8    | Jean-Louis Tournadre   | Bimota-Yamaha    | +2'10"06 | 3    |
| 9    | Graeme McGregor        | Yamaha           | +2'14"57 | 2    |
| 10   | Keith Huewen           | Yamaha           | +2'24"97 | 1    |
| 11   | Pekka Nurmi            | Yamaha           | +3'01"24 |      |
| 12   | Roland Freymond        | Bimota-Yamaha    | +3'03"42 |      |
| 13   | Alan North             | Yamaha           | +3'14"17 |      |
| 14   | René Delaby            | Yamaha           | +3'14"47 |      |
| 15   | Eero Hyvärinen         | Yamaha           | +3'36"53 |      |
| 16   | Roland Kopf            | Yamaha           | +3'52"94 |      |
| 17   | Gustav Reiner          | Yamaha           | +3'53"61 |      |
| 18   | Alain Röthlisberger    | Yamaha           | +4'06"11 |      |
| 19   | Chas Mortimer          | Cotton           | +4'27"18 |      |
| 20   | Bruno Lüscher          | Yamaha           | +4'28"43 |      |
| 21   | Edwin Weibel           | Yamaha           | +4'28"86 |      |
| 22   | Werner Hilbk           | Yamaha           | +4'34"96 |      |
| 23   | Carlo Perugini         | RTM              | +5'09"51 |      |
| 24   | Norbert Peil           | Yamaha           | +5'39"33 |      |
| 25   | Stuart Jones           | Yamaha           | +5'50"05 |      |
| 26   | Reino Eskelinen        | Yamaha           | +5'50"32 |      |
| 27   | Massimo Matteoni       | Bimota-Yamaha    | +7'15"82 |      |
| Ret  | Mladen Tomic           | Yamaha           | Ret      |      |
| Ret  | Siegfried Minich       | Yamaha           | Ret      |      |
| Ret  | Martin Wimmer          | Yamaha           | Ret      |      |
| Ret  | Jacques Bolle          | Yamaha           | Ret      |      |
| Ret  | Kenny Blake            | Yamaha           | Ret      |      |
| Ret  | Yoshimasa Matsumoto    | Yamaha           | Ret      |      |
| Ret  | Klaas Hernamdt         | Yamaha           | Ret      |      |
| Ret  | Murray Sayle           | Yamaha           | Ret      |      |
| Ret  | Johannes Klement       | Yamaha           | Ret      |      |
| Ret  | Michel Simeon          | Yamaha           | Ret      |      |
| Ret  | Walter Hoffmann        | Yamaha           | Ret      |      |
| Ret  | Lothar Spiegler        | Yamaha           | Ret      |      |
| Ret  | Carlos Lavado          | Bimota-Yamaha    | Ret      |      |
| Ret  | Hartmut Müller         | Yamaha           | Ret      |      |
| Ret  | Bodo Schmidt           | Yamaha           | Ret      |      |
| Ret  | Éric Saul              | Bimota-Yamaha    | Ret      |      |
| Ret  | Hartmut Tophelen       | Yamaha           | Ret      |      |
| Ret  | Franz Weidacher        | Yamaha           | Ret      |      |
| DNQ  | Hans-Georg Dürschinger | Yamaha           | DNQ      |      |
| DNQ  | Graham Young           | Yamaha           | DNQ      |      |
| DNQ  | Hervé Guilleux         | But              | DNQ      |      |
| DNQ  | Tony Head              | Yamaha           | DNQ      |      |
| DNQ  | Patrick Fernandez      | Yamaha Bimota    | DNQ      |      |
| DNQ  | Edi Stöllinger         | Yamaha Bimota    | DNQ      |      |
| DNQ  | Reinhold Roth          | Yamaha           | DNQ      |      |
| DNQ  | Walter Villa           | Yamaha           | DNQ      |      |

## Resultados 250cc
Con el título ya decidido a favor del alemán Anton Mang, su mayor rival, el sudafricano Kork Ballington se llevó la quinta victoria de la temporada (una más que Mang), precediendo al piloto francés Jean-François Baldé.
| Pos. | Piloto                 | Moto             | Tiempo    | Pts. |
| ---- | ---------------------- | ---------------- | --------- | ---- |
| 1    | Kork Ballington        | Kawasaki         | 47'59"63  | 15   |
| 2    | Jean-François Baldé    | Kawasaki         | 47'59"95  | 12   |
| 3    | Anton Mang             | Krauser-Kawasaki | 48'52"96  | 10   |
| 4    | Graeme McGregor        | Yamaha           | 49'04"22  | 8    |
| 5    | Jacques Cornu          | Yamaha           | 49'05"00  | 6    |
| 6    | Didier de Radiguès     | Yamaha           | 49'05"49  | 5    |
| 7    | Herbert Hauf           | Yamaha           | 49'13"48  | 4    |
| 8    | Roland Freymond        | Ad Maiora        | 49'13"85  | 3    |
| 9    | Martin Wimmer          | Yamaha           | 49'28"62  | 2    |
| 10   | Mladen Tomic           | Yamaha           | 49'28"92  | 1    |
| 11   | Loris Reggiani         | Yamaha           | 50'20"84  |      |
| 12   | Hans Müller            | Yamaha           | 50'25"73  |      |
| 13   | Chas Mortimer          | Yamaha           | 50'40"04  |      |
| 14   | Peter Looijesteijn     | Yamaha           | 50'42"96  |      |
| 15   | Karl-Thomas Grässel    | Yamaha           | 50'43"56  |      |
| 16   | Klaas Hernamdt         | Yamaha           | 50'44"21  |      |
| 17   | Stefan Janssen         | Yamaha           | 50'58"38  |      |
| 18   | Olivier Liégeois       | Yamaha           | 51'03"16  |      |
| 19   | Jean-Jacques Peyre     | Yamaha           | 52'13"02  |      |
| 20   | René Delaby            | Yamaha           | 52'13"29  |      |
| 21   | Hans Naef              | Yamaha           | +1 Vuelta |      |
| Ret  | Jean-Marc Toffolo      | Armstrong        | Ret       |      |
| Ret  | Guy Bertin             | MBA              | Ret       |      |
| Ret  | Reinhold Roth          | Yamaha           | Ret       |      |
| Ret  | Roland Kopf            | Yamaha           | Ret       |      |
| Ret  | Jacques Bolle          | Cotton-Rotax     | Ret       |      |
| Ret  | Pekka Nurmi            | Yamaha           | Ret       |      |
| Ret  | Alan North             | Yamaha           | Ret       |      |
| Ret  | Siegfried Minich       | Yamaha           | Ret       |      |
| Ret  | Manfred Herweh         | Yamaha           | Ret       |      |
| Ret  | Éric Saul              | Yamaha           | Ret       |      |
| Ret  | Bruno Lüscher          | Yamaha           | Ret       |      |
| Ret  | Murray Sayle           | Yamaha           | Ret       |      |
| Ret  | Frank Steinhausen      | Yamaha           | Ret       |      |
| Ret  | Siegfried Zacharias    | Yamaha           | Ret       |      |
| Ret  | Clive Horton           | Cotton-Rotax     | Ret       |      |
| Ret  | Egid Schwemmer         | Yamaha           | Ret       |      |
| Ret  | Edwin Weibel           | Yamaha           | Ret       |      |
| Ret  | Massimo Matteoni       | Yamaha           | Ret       |      |
| Ret  | Carlos Lavado          | Yamaha           | Ret       |      |
| Ret  | Tony Rogers            | Yamaha           | Ret       |      |
| Ret  | Thierry Espié          | Yamaha-Bimota    | Ret       |      |
| Ret  | Eero Hyvärinen         | Yamaha           | Ret       |      |
| Ret  | Sauro Pazzaglia        | MBA              | Ret       |      |
| DNQ  | Peter Baláž            | Yamaha           | DNQ       |      |
| DNQ  | Harald Bartol          | Yamaha           | DNQ       |      |
| DNQ  | Jan Bartunek           | Jawa             | DNQ       |      |
| DNQ  | Kenny Blake            | Yamaha           | DNQ       |      |
| DNQ  | Jean-Louis Guignabodet | Kawasaki         | DNQ       |      |
| DNQ  | Derek Huxley           | Yamaha           | DNQ       |      |
| DNQ  | Stefan Klabacher       | Yamaha           | DNQ       |      |
| DNQ  | Gianpaolo Marchetti    | Yamaha           | DNQ       |      |
| DNQ  | Alan Roethlisberger    | Yamaha           | DNQ       |      |
| DNQ  | Christoph Strehle      | Yamaha           | DNQ       |      |
| DNQ  | Edi Stöllinger         | Kawasaki         | DNQ       |      |
| DNQ  | Walter Villa           | Yamaha           | DNQ       |      |
| DNQ  | John Woodley           | Yamaha           | DNQ       |      |

## Resultados 125cc
En el octavo de litro, el flamante campeón italiano Pier Paolo Bianchi se conformó con el séptimo puesto detrás del francés Guy Bertin y el español Ángel Nieto. el tercer puesto fue para el austríaco Hans Müller.
| Pos. | Piloto              | Moto       | Tiempo     | Pts. |
| ---- | ------------------- | ---------- | ---------- | ---- |
| 1    | Guy Bertin          | Motobécane | 37'41"94   | 15   |
| 2    | Ángel Nieto         | Minarelli  | 37'55"08   | 12   |
| 3    | Hans Müller         | MBA        | 38'01"77   | 10   |
| 4    | Maurizio Massimiani | Minarelli  | 38'14"85   | 8    |
| 5    | Gert Bender         | Bender     | 38'26"85   | 6    |
| 6    | Bruno Kneubühler    | MBA        | 38'32"18   | 5    |
| 7    | Pier Paolo Bianchi  | MBA        | 38'34"67   | 4    |
| 8    | Henk van Kessel     | Condor     | 38'46"88   | 3    |
| 9    | Stefan Janssen      | Morbidelli | 38'47"18   | 2    |
| 10   | Peter Looijesteijn  | MBA        | 39'02"32   | 1    |
| 11   | Ivan Palazzese      | MBA        | 39'03"10   |      |
| 12   | Walter Koschine     | MBA        | 39'07"99   |      |
| 13   | Rolf Blatter        | MBA        | 39'08"30   |      |
| 14   | Gerhard Waibel      | MBA        | 39'08"70   |      |
| 15   | August Auinger      | MBA        | 39'08"98   |      |
| 16   | Jean-Claude Selini  | MBA        | 39'09"47   |      |
| 17   | Michel Galbit       | MBA        | 39'14"30   |      |
| 18   | Stefan Dörflinger   | Morbidelli | 39'32"26   |      |
| 19   | Johnny Wickström    | Morbidelli | 39'55"68   |      |
| 20   | Anton Straver       | MBA        | 40'01"53   |      |
| 21   | Werner Steege       | MBA        | 40'49"45   |      |
| 22   | Harald Wiedemann    | Morbidelli | 40'51"52   |      |
| 23   | Christoph Strehle   | Bender     | + 1 Vuelta |      |
| 24   | Bennie Wilbers      | MBA        | + 1 Vuelta |      |
| 25   | Patrick Hérouard    | MBA        | + 1 Vuelta |      |
| 26   | Norbert Peschke     | MBA        | + 1 Vuelta |      |
| 27   | Martin van Soest    | MBA        | + 1 Vuelta |      |
| 28   | Hubert Abold        | MBA        | + 1 Vuelta |      |
| 29   | Rolf Brändle        | MBA        | + 1 Vuelta |      |
| 30   | Chris Baert         | MBA        | + 1 Vuelta |      |
| Ret  | Loris Reggiani      | Minarelli  | Ret        |      |
| Ret  | Eugenio Lazzarini   | Iprem      | Ret        |      |
| Ret  | Yves Dupont         | MBA        | Ret        |      |
| Ret  | Ricardo Tormo       | MBA        | Ret        |      |
| Ret  | Hagen Klein         | Hess       | Ret        |      |
| Ret  | Willy Pérez         | MBA        | Ret        |      |
| Ret  | Hugo Vignetti       | MBA        | Ret        |      |
| Ret  | Robert Bauer        | MBA        | Ret        |      |
| Ret  | Per-Edvard Carlsson | MBA        | Ret        |      |
| Ret  | Hans-Peter Herr     | Morbidelli | Ret        |      |
| Ret  | Ernst Fagerer       | MBA        | Ret        |      |
| Ret  | Alfred Waibel       | MBA        | Ret        |      |
| Ret  | Rino Zuliani        | MBA        | Ret        |      |
| Ret  | Harald Bartol       | Morbidelli | Ret        |      |
| Ret  | Hans-Peter Herr     | Morbidelli | Ret        |      |
| Ret  | Aldo Pero           | MBA        | Ret        |      |
| DNQ  | Peter Baláž         | MBA        | DNQ        |      |
| DNQ  | Bernhard Borowitza  | MBA        | DNQ        |      |
| DNQ  | Ingo Emmerich       | Seel RS    | DNQ        |      |
| DNQ  | Dirk Hafeneger      | Seel       | DNQ        |      |
| DNQ  | Matti Kinnunen      | MBA        | DNQ        |      |
| DNQ  | Helmut Lichtenberg  | MBA        | DNQ        |      |
| DNQ  | Gianpaolo Marchetti | MBA        | DNQ        |      |
| DNQ  | Thierry Noblesse    | MBA        | DNQ        |      |
| DNQ  | Barry Smith         | MBA        | DNQ        |      |
| DNQ  | Gerhard Vogt        | Bender     | DNQ        |      |

## Resultados 50cc
En la categoría de menor cilindrada, se volvía a disputar después de tres Grandes Premios de ausencia. Allí el piloto italiano Eugenio Lazzarini y el suizo Stefan Dörflinger llegaban con tan solo cinco puntos de diferencia en la general. Al final, victoria del suizo aunque por detrás llegaba el italiano por lo que el título se quedaba en manos del piloto de Iprem. El tercer puesto del podio fue para el austríaco Hans-Jürgen Hummel.
| Pos. | Piloto             | Moto        | Tiempo   | Pts. |
| ---- | ------------------ | ----------- | -------- | ---- |
| 1    | Stefan Dörflinger  | Kreidler    | 35'19"05 | 15   |
| 2    | Eugenio Lazzarini  | Iprem       | 35'33"28 | 12   |
| 3    | Hans-Jürgen Hummel | Kreidler    | 35'52"70 | 10   |
| 4    | Hans Spaan         | Kreidler    | 35'55"09 | 8    |
| 5    | Ingo Emmerich      | Kreidler    | 35'58"36 | 6    |
| 6    | Wolfgang Müller    | Kreidler    | 37'27"67 | 5    |
| 7    | Günter Schirnhofer | Kreidler    | 37'37"05 | 4    |
| 8    | Henk van Kessel    | Pentax-X-16 | 37'50"24 | 3    |
| 9    | Theo Timmer        | Bultaco     | 38'55"70 | 2    |
| 10   | Gerhard Böhl       | Kreidler    | 39'09"68 | 1    |
| 11   | Gerhard Waibel     | Kreidler    | 39'12"61 |      |
| 12   | Reiner Scheidhauer | Kreidler    | 39'33"12 |      |
| 13   | Manfred Kelter     | Kreidler    | 39'46"89 |      |
| 14   | Bruno di Carlo     | Kreidler    | 39'52"09 |      |
| 15   | Henrique Sande     | Kreidler    | 40'12"88 |      |
| 16   | Klaus Kull         | Kreidler    | 40'32"06 |      |
| 17   | Ove Skifjeld       | Kreidler    | 40'38"28 |      |
| 18   | Otto Machinek      | Kreidler    | 41'07"04 |      |
| 19   | Chris Baert        | Kreidler    | 44'32"92 |      |
| Ret  | Ricardo Tormo      | Kreidler    | Ret      |      |
| Ret  | Yves Dupont        | ABF         | Ret      |      |
| Ret  | Hagen Klein        | Horex       | Ret      |      |
| Ret  | Thomas Engl        | PCR         | Ret      |      |
| Ret  | Uli Merz           | Schuster    | Ret      |      |
| Ret  | Bruno Kneubühler   | Kreidler    | Ret      |      |
| Ret  | Enrico Cereda      | DRS         | Ret      |      |
| Ret  | Gerhard Bauer      | Heuser      | Ret      |      |
| Ret  | Rudolf Kunz        | Kreidler    | Ret      |      |
| Ret  | Reiner Koster      | Malanca     | Ret      |      |
| Ret  | Joaquin Gali       | Bultaco     | Ret      |      |
| Ret  | Zbyněk Havrda      | Kreidler    | Ret      |      |
| Ret  | Aldo Pero          | Kreidler    | Ret      |      |
| Ret  | Gerhard Singer     | Kreidler    | Ret      |      |
| Ret  | Wolfgang Golembeck | Kreidler    | Ret      |      |
| Ret  | Rolf Blatter       | Kreidler    | Ret      |      |
| Ret  | Jacky Hutteau      | ABF         | Ret      |      |
| Ret  | Lothar Vogel       | Kreidler    | Ret      |      |
| Ret  | Ramon Gali         | Bultaco     | Ret      |      |
| DNQ  | Stefan Danielsson  | Kreidler    | DNQ      |      |
| DNQ  | Wolfgang Glawaty   | Bora        | DNQ      |      |
| DNQ  | Bert Grinwis       | Kreidler    | DNQ      |      |
| DNQ  | Claudio Lusuardi   | Moto Villa  | DNQ      |      |
| DNQ  | Franz Unger        | Kreidler    | DNQ      |      |
| DNQ  | Peter Verbič       | Kreidler    | DNQ      |      |